# Рис, Мерлин
Мерлин Мерлин-Рис, барон Мерлин-Рис (англ. Merlyn Merlyn-Rees, Baron Merlyn-Rees; 18 декабря 1920, Понтиприт, Уэльс, Великобритания — 5 января 2006, Лондон, Великобритания) — британский государственный деятель, министр внутренних дел Великобритании (1976—1979).

## Биография
Родился в шахтерской семье.
Окончил Голдсмитский колледж в Лондоне, где был президентом студенческого союза (1939—1941). Во время Второй мировой войны служил в составе авиационной эскадрильи Ноттингемского университета Королевских военно-воздушных сил Великобритании. После войны окончил Лондонскую школу экономики и политических наук с присуждением степеней бакалавра и магистра в области экономики.
С 1949 г. на протяжении одиннадцати лет преподавал экономику и историю в частной школе Хэрроу. В эти годы трижды неудачно баллотировался в Палату общин (1955, и дважды в 1959 г. — на всеобщих и дополнительных выборах). С 1959 по 1962 г. являлся членом Института образования Лондонского университета.
На дополнительных выборах 1963 г. был избран в парламент от Лейбористской партии и оставался в Палате общин до всеобщих выборах 1992 г. В 1965—1968 гг. отвечал в министерстве обороны за развитие Аоенно-воздушных сил, с 1968—1970 гг. — сотрудник министерства внутренних дел. В 1972 по 1974 г. являлся теневым министром по делам Северной Ирландии.
Входил в состав правительства страны:
- 1974—1976 гг. — министр по делам Северной Ирландии. Свои взгляды на проблему региона он изложил в работе «Северная Ирландия: личный взгляд». Спустя месяц после назначения снял запрет на деятельность протестантской вооружённой группировки Ольстерские добровольческие силы в попытке вовлечь ее представителей в демократический процесс, однако в конечном итоге организация продолжила свою террористическую деятельность на территории Ирландии. И 3 октября 1975 г. она была вновь запрещена,
- 1976—1979 гг. — министр внутренних дел Великобритании.

В 1992 г. королевой Елизаветой II ему был пожалован титул барона с именем Мерлин-Рис и он перешел в Палату лордов.
С 1990 г. возглавлял Совет по видеостандартам (VSC), с 1994 по 2002 г. являлся канцлером валлийского Университета Гламоргана.